# Agradació

Esquema que representa un riu abans i després de l'agradació. En aquest cas, el sediment és en color cafè

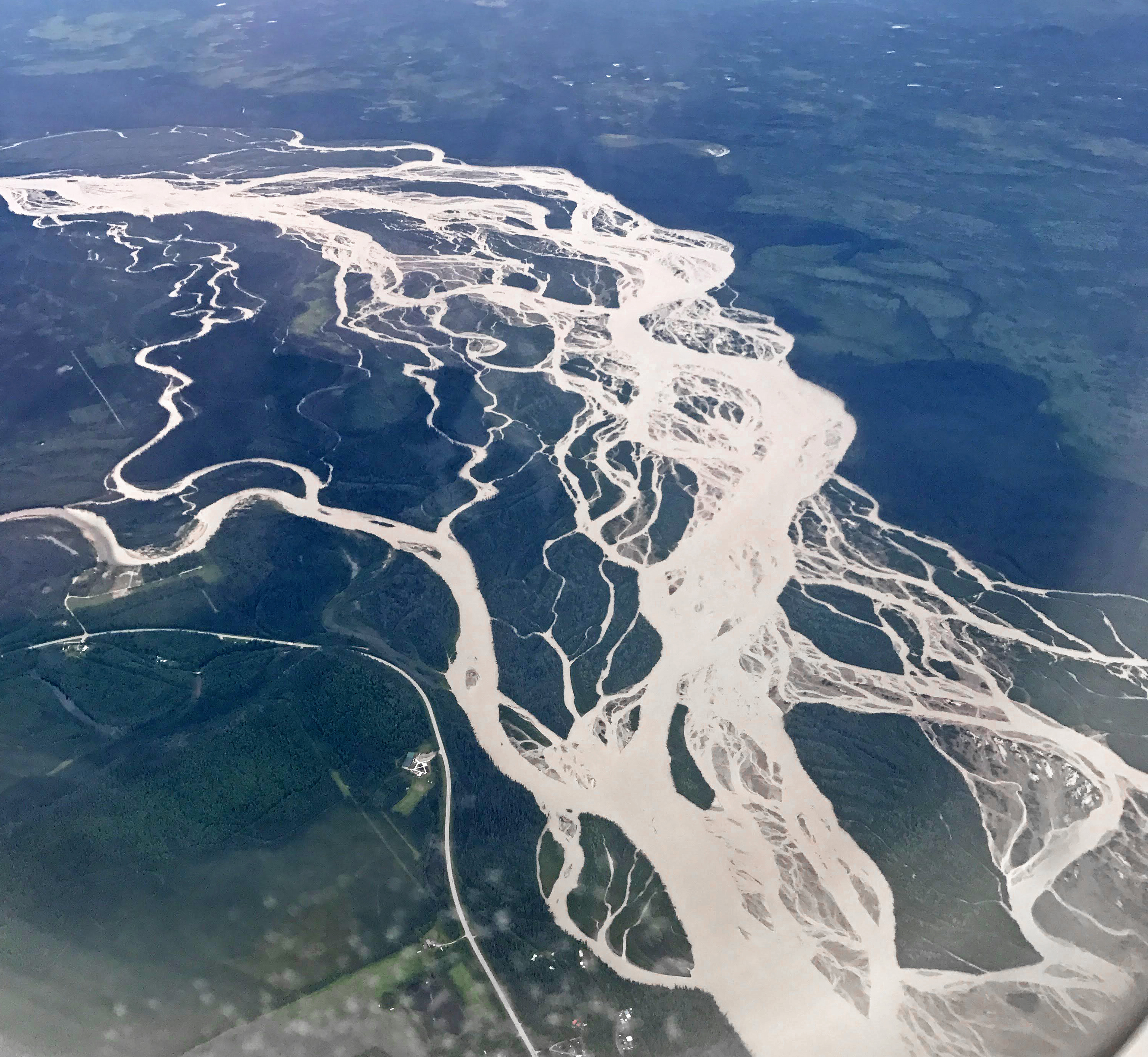
El riu Tanana al centre i l'est d'Alaska és un afluent de gairebé 965 km de llarg i flueix al nord-oest del riu Yukon. La foto mostra un rierol molt trenat amb nombrosos canals entrellaçats i barres de sediments al mig del riu. La plana inundable de l'esquerra té alguns rierols serpentejants.

Agradació (geologia, geomorfologia, geografia) és el creixement i augment del gruix de la superfície terrestre per deposició vertical de sediments, que porta a la formació de superfícies planes o preinclinades (sin.: terraplenament m. ant.: degradació2 f.). Generalment, l'agradació és la modificació del relleu de la terra tendent a la formació de superfícies planes per acumulació o deposició de sediments.
En ciències de la Terra, s'anomena agradació el creixement de la superfície terrestre per deposició de materials de qualsevol tipus i per qualsevol agent de transport; càrrega sòlida transportada per un corrent d’aigua i dipositada en una plana al·luvial o delta; dipòsits de peu de vessant de materials transportats per l’aigua d'escolament superficial; o materials transportats pel vent: en aggradation; es agradación; fr aggradation.

## Agradació fluvial
L’escolament hídric erosiona materials meteoritzats de la superfície terrestre, i els rius transporten aquests productes de l’erosió a través de la xarxa de drenatge fins a la sortida de les conques, ja sigui a una altra conca o al mar, completant d’aquesta manera el cicle d’erosió, geogràfic o de denudació continental. Atenent als principals processos sedimentaris, una conca fluvial es pot dividir idealment en tres zones: 1. zona d’erosió o producció de sediments (àrees de capçalera amb forts pendents i altament erosionables), 2. zona de transport (corredors fluvials a través dels quals es mouen els sediments més o menys sense guany o pèrdua neta) i 3. zones de sedimentació (en les que material pot quedar emmagatzemat durant llargs períodes (terrasses fluvials, deltes) (Schumm, 1960). A llarg termini es considera que la producció, transport, transferència i sedimentació es compensen en una conca de drenatge, de manera que el balanç de sediment està en equilibri i el sediment no es crea ni es destrueix, només es mou a través del paisatge (principi de continuïtat sedimentaria), i en relació directa a la magnitud i freqüència dels episodis competents.
L'acumulació de sediments en els rius i rierols (agradació fluvial), ocorre quan els sediments d'un riu superen la quantitat que aquest riu pot arrossegar en la seva llera. Per exemple, la quantitat de sediments en el canal d'un riu pot augmentar quan el clima fa que aquest riu s'assequi. Les condicions més seques causen la disminució del flux del riu al mateix temps que els sediments es presenten en major quantitat. Per tant, el riu se satura de sediments. Altres exemples comuns són els derivats de les accions de l'home, com la construcció de dics o altres obstacles.
Els processos d'agradació poden originar o modificar noves formes i accidents geogràfics mitjançant l'avulsió (fluvial): abandonament ràpid d'un canal fluvial i formació d'un nou canal; la progradació: creixement d'un delta fluvial cap al mar al llarg del temps; o la formació d'una conca sedimentària: regions de subsidència a llarg termini que creen espais (buits) que s'omplen de sediments.
Un entorn en el qual agradació és comuna és un rierol o riu trenat. Els rius trenats arrosseguen gran quantitat de sediment en el corrent. A causa de l'excés de sediments, no cal massa temps perquè aquests rius dipositin un gran volum de materials a mesura que la seva velocitat disminueix. El sediment, sovint es diposita en forma de barres que divideixen el riu en canals més petits, creant l'aparença d'una trena, i d'aquí els ve el nom.
L'agradació també es produeix per la pròpia ecologia que envolta un sistema fluvial. Les plantes aquàtiques poden fer arrels en un riu, creant una superfície resistent a l'erosió, on els sediments es poden acumular i crear una barra o plataforma.
La Terra no és l'únic planeta on es produeix l'agradació, puix que no és l'únic planeta on hi flueixen líquids en la seva superfície. A Mart probablement hi hagué agradació en els seus antics rius. És possible que els rius de metà de Tità també exhibeixen alguna forma d'agradació.